# Богодуховский городской совет
Богоду́ховский городско́й сове́т (укр. Богодухівська міська рада) — входит в состав Богодуховского района Харьковской области Украины.
Административный центр городского совета находится в городе Богодухов.

## История
- Богодуховский совет рабочих и солдатских депутатов был создан весной 1917 года[2] как орган местного народного самоуправления. Большинство в нём тогда составляли меньшевики, эсеры и народные социалисты.[3]

## Населённые пункты совета
- город Богодухов;
- село Москале́нки;
- село Мусийки;
- село Паляни́чники;
- село Семёнов Яр.